# Сукоб у Боровом Селу
Сукоб у Боровом Селу (у Хрватској познат као Покољ у Борову Селу, у Србији познат као Инцидент у Боровом Селу) оружани је сукоб са почетка рата у Хрватској (2. мај 1991) када је страдало 12 хрватских полицајаца и три припадника српских снага у Боровом Селу близу Вуковара.

## Ситуација у Хрватској
Након одржаних вишестраначких избора у СР Хрватској 22. априла 1990. године у Вуковару је победила странка Савез комуниста Хрватске (која је од новембра 1990. променила име у Социјалдемократска партија Хрватске) чији је главни циљ био опстанак СФРЈ и и председник Скупштине општине од краја маја 1990. био је Србин Славко Докмановић (1949–1998). Док је на републичком нивоу победила странка ХДЗ која је у свом политичком програму јасно истицала жељу за независности тј. одвајање СР Хрватске од СФРЈ. У целој СР Хрватској владала је велика еуфорија због победе ХДЗ на изборима, а након тога све чешће су се могле јавно видети слике усташких злочинаца (Анте Павелића, Макс Лубурић...), усташки поздрави и чути усташке песме. Србима у СР Хрватској је то будило аветна сећања на прогоне и геноцид из времена НДХ.
Од маја 1990. до маја 1991. године ситуација се из дана у дан погоршавала и Срби су били страховито уплашени за своју личну сигурност и своје имовине. Редовно су се могли видети и усташки графити, а велики број Срба је преко телефона добијао претње да морају да се иселе из својих кућа и оду у СР Србију. Добијали су чак и претећа писма у којима је стајао потпис „ХДЗ”. Срби су добијали отказе на послу, а чак су им и деца у школама психо-физички малтретирана. У стамбеним зградама постојали су одређени чланови ХДЗ који су имали задатак да пазе на кретање својих комшија Срба. Дана 10. марта 1991, Томислав Мерчеп и општински одбор ХДЗ Вуковара у селу Богдановци постројавају више од 2.000 Хрвата и већи део њих је узео оружје, које је влада СР Хрватске илегално увезла јесени 1990. године. Крајем марта 1991. године Савез комуниста Хрватске у Вуковару се распао. То је довело до великих проблема, а Томислав Мерчеп са сарадницима запоседа општинске структуре власти. Од тада почиње терор.
После Крвавог Ускрса на Плитвицама, уследио је инцидент у Боровом Селу. Група активиста ХДЗ, предвођена Гојком Шушком, политичким емигрантом и успешним канадским угоститељем (који је касније постао министар одбране Републике Хрватске), пришла је Боровом Селу и испалила три пројектила „амбруст“. Нико није погинуо, али су локални Срби, већ потпомогнути сународницима из Србије, појачали одбрану.
Напетост је појачана након што је пала прва цивилна жртва у Хрватској. Србина Стевана Инића (рођ. 1928), који се враћао са првомајског уранка, убио је Хрват Михајло Мијо Геленчир, члан ХДЗ-ових паравојних формација.
Две недеље после Плитвичког инцидента, за Први мај, неколико полицајаца из Осијека је у тајности ушло у Борово Село у намери да скине југословенску заставу, истакнуту у част празника, и постави нову хрватску заставу. Стражари су запуцали и двојицу ранили и заробили. Следећег јутра, дана 2. 5. 1991. године, двадесетак хрватских полицајаца ушло је аутобусом у Борово Село. После њиховог уласка у средиште Борова Села дошло је до пуцњаве у којој је убијено дванаест полицајаца Хрватске и троје Срба, а повређено је око 20 особа.
Хрватска је после Боровог Села појачала антисрпску и антијугословенску кампању. „Србочетничка ЈНА“ и „Србославија“ постале су најчешће речи у политичком жаргону Хрватске.
Пошто је снага српске позиције била у њеном савезништву са ЈНА, Хрвати су се посветили добијању међународне подршке под изговором да је тадашња ЈНА комунистичка, а тадашњи режим у Београду тврдокоран и недемократски.

## Ситуација у Боровом Селу
Раст политичких и етичких тензија проузроковао је изузетно тешку сигурносну ситуацију у овој области. На обе стране су организоване паравојне групе које су додатне повећавале тензију. Крајем априла 1991, Србима у овој области у помоћ стижу добровољци Српске радикалне странке Војислава Шешеља и других националистичких група које појачавају барикаде у Боровом Селу. Они су имали за циљ да држе Хрватске оружане снаге и администрацију ван села како би се успоставила енклава где Хрватска нема своју власт. Према наводима Шешеља, интервенција је дошла на позив Вукашина Шошкоћанина, команданта локалне Територијалне одбране.

## Позадина за напад — заробљавање двојице полицајаца
У јутарњим часовима 1. маја 1991, четири хрватска полицајца ушла су у Борово Село у покушају да промене заставу СФРЈ која се вијорила на просторијама месне заједнице са новом хрватском заставом са шаховницом. Симбол шаховнице за Србе је представљао симбол усташтва који су сарађивали са Нацистима. Инцидент се догодио током празника, тако да је могуће да је до пуцњаве дошло под утицајем алкохола, тако да су два полицајца рањена и заробљена.

## Покушај решавања преговорима и припрема напада
Заробљавање двојице полицајаца МУП Републике Хрватске је искористио као повод за упад у Борово село наредног дана 2. маја 1991. године. Пар дана пред напад Хрватске власти су позвале на преговоре, у Вуковар, команданта одбране Борова села Вукашина Шошкоћанина. Вукашин Шошкоћанин је са пратњом отишао у Вуковар на преговоре. Одмах по изласку из Борова села, на Трпињској цести, сачекао их је велики број хрватских цивила наоружаних калашњиковима, али српску делегацију су обезбјеђивали хрватски полицајци. На путу за Вуковар од „Опел Сервис Вил“-а па све до зграде општине на сваких двадесет метара били су распоређени припадници МУП-а Републике Хрватске. Пред зградом општине српску делегацију Борова села је дочекао тадашњи министар полиције Јосип Бољковац, лично послат од стране Фрање Туђмана. На састанку је договорено да Срби склоне барикаде на прилазима Борову селу, а Хрватска власт је дала гаранцију да ће конфликт бити ријешен искључиво на миран начин. Наоружани мјештани Борова Села су уз велику невјерицу ипак пристали да уклоне барикаде, али су држали у стању приправности један наоружан вод и поставили страже на прилазима селу. Тог дана 2. маја 1991. године у Борово село је стигао анониман позив у коме је саопштено да ће село бити нападнуто тог дана. Позив је стигао од стране ХДЗ-а, пун пријетњи, и био је упућиван много пута прије, због чега га Срби из Борова Села нису схватили толико озбиљно. Оно што је дало српским стражама сигнал за узбуну био је инцидент који се одиграо у једном од два аутобуса, пуних хрватских полицајаца, који су прилазили селу. Наиме, командант напада на Борово село, Стипе Бошњак, рекао је полицајцима да иду на вјежбу.
Када им је рекао прави разлог доласка у Борово Село и притом издао наредбу да пуцају у све што се креће, један од хрватских полицајаца, чија је сестра била удата у Борову селу, се побунио и одбио да изврши овакву наредбу. Стипе Бошњак је убио тог полицајца и његов леш избацио из аутобуса. Овакав призор, гдје два аутобуса са навученим завјесама прелазе пругу, улазе у село (Црепуље) и притом тачно у 11 часова и 55 минута из једног аутобуса бива избачен леш једног припадника МУП-а Републике Хрватске, био је више него довољан сигнал сакривеним српским стражама да огласе узбуну и спремно дочекају хрватске полицајце.

## Сукоб
Аутобуси су неометано ушли у село. Полицајци винковачке Специјалне јединице полиције стигли су до кафе бара „Сан Марино“ и заузели десну страну улице. Одатле их је до центра дијелило неких 80-так метара. Припадници МУП-а Републике Хрватске су се брзо снашли и пуцајући на све што се кретало успијели доћи до зграде Мјесне заједнице и амбуланте, при чему је на српској страни пала прва жртва. Том приликом су убили стражара испред мјесне заједнице, старца од шездесет година са великом диоптријом, који није стигао ни пушку да скине са рамена. На хрватској страни у првих 20-30 минута није било жртава. У амбуланти је командант напада на Борово село Стипе Бошњак током борби узео за таоце пацијенте међу којима је било доста дјеце. Његов замјеник Дарко Мајданић је за таоца узео ћерку власника дискотеке „Маракана“ и пријетио да ће је убити уколико Срби не обуставе ватру. Командант одбране Борова села Вукашин Шошкоћанин је успео да из једне куће прекопута снајпером убије Стипу Бошњака. Његов замјеник Дарко Мајданић и преостали хрватски полицајци су се након трочасовне борбе предали наоружаним мјештанима Борова села. Нападнутим полицајцима је из Даља упућена помоћ, али су их на прилазу селу, из правца Савуље, дочекали српски цивили укопани у једном каналу са митраљезом и пушкама добијеним од ЈНА из магацина Територијалне одбране. Док је трајала размјена ватре између нападнутих српских цивила и припадника МУП-а Републике Хрватске, у помоћ мјештанима Борова села је дошло стотињак наоружаних мјештана српског села Трпиња који су покушали да опколе припаднике МУП-а Републике Хрватске из Даља али у томе нису успјели.
Према сведочењу Војислава Шешеља у Хагу, први погинули је Војислав Милић, добровољац гарде Душана силног (касније Белих орлова), из околине Ваљева.

## Завршетак сукоба
Око три сата поподне стигло је седам оклопних транспортера 12. бригаде Југословенске народне армије (у том тренутку једине регуларне војне силе на простору СФРЈ) из Осијека, с циљем да заштите нападнуте српске мештане Борова Села. Наоружани Срби су без отпора пропустили транспортере ЈНА, која је направила тампон зону између наоружаних српских цивила и хрватских полицајаца. Доласком ЈНА обустављена је ватра и наступили су преговори у којима је припадницима МУП-а Републике Хрватске дозвољено да у транспортерима ЈНА из Борова села изнесу тијела дванаест погинулих колега, али им није дозвољено да спроведу истрагу у селу.

## Објашњење сукоба
Најмање три објашњења постоје за догађаје у Боровом Селу.
- Хрватске власти тврде да се полицајци који су послати на договор са локалним Србима и путовали су са белом заставом, али су дочекани у заседи од стране локалних наоружаних мештана и „терориста“ из Србије.
- Министар унутрашњих послова Хрватске у време сукоба у Борову Селу Јосип Бољковац говорио је другачије. Већ крајем 1998. Бољковац је рекао: "Борово Село нападнуто је без мог одобрења. Био је то увод у најпрљавији рат…", а после (2001) додао је и да је напад одобрио тадашњи заменик министра полиције Хрватске Славко Дегориција.[18] После, 2009. говорио је да су напад смишљено организовале хрватске власти из Загреба како би уплашиле српско становништво на простору источне Славоније и тиме започеле рат.[19]
- Новинари су склопили причу из различитих извора да су хрватски полицајци ушли у село пуцајући на све што се померало. Према овој верзији, један полицајац узео је жену са децом као таоце али су ослобођени од стране мештана без помоћи са стране.
- Коначно, Шешељ је дао изјаву у којој тврди да су за борбу са „усташама“ одговорни 14 његових и 6 других добровољаца. Он тврди да је у сукобима страдало стотину хрватских полицајаца, а да је страдао само један цивил,[20] иако је касније на суђењу смањио губитке на хрватској страни, али је укључио троје курдских плаћеника.[21]